# Državna cesta D14
D14 je državna cesta u Hrvatskoj. Ukupna dovršena duljina iznosi 17,41 km, a planirana duljina iznosi 39,6 km.
Državna cesta D14 bit će dio Zagrebačke sjeverne obilaznice.
Cesta je planirana u punom profilu brze ceste, ali se za sada gradi u poluprofilu.

## Izlazi i gradovi
| Županija           | Naziv           | Odredište             | Napomena                                                                  |
| ------------------ | --------------- | --------------------- | ------------------------------------------------------------------------- |
| Krapinsko-zagorska | Zabok           | A2 · D1 · D205 · D307 | Poveznica s autocestom A2, Zabokom na sjeveru i Oroslavjem na jugu        |
| Krapinsko-zagorska | Andraševec      | Ž2197                 | Poveznica s Oroslavjem i Stubičkim Toplicama na jugu i Zabokom na sjeveru |
| Krapinsko-zagorska | Bedekovčina     | Ž2198                 | Poveznica s Bedekovčinom na sjeveru i Donjom Stubicom na jugu             |
| Krapinsko-zagorska | Poznanovec      | Ž2201                 | Poveznica s Donjom Stubicom i Marijom Bistricom preko D307 na jugu        |
| Krapinsko-zagorska | Zlatar Bistrica | D29                   | Poveznica sa Zlatar Bistricom i prema Marijom Bistricom preko D29         |
| Krapinsko-zagorska | Marija Bistrica | D307                  | Poveznica s Marijom Bistricom i prema Donjoj Stubici preko D307           |
| Krapinsko-zagorska | Laz Stubički    |                       |                                                                           |
| Zagreb             | Kašina          | D29                   | Poveznica prema Kašini                                                    |
| Zagreb             | Paruževina      | D29                   | Poveznica prema Paruževini                                                |
| Zagreb             | Soblinec        | /                     | Poveznica sa Zagrebačkom obilaznicom (A4) i D3                            |

| Legenda | Legenda     |
| ------- | ----------- |
|         | U izgradnji |
|         | Planirano   |